# Rio Ciocracul
O Rio Ciocracul é um rio da Romênia, afluente do Valea Cheii, localizado no distrito de Braşov.